# Zeebo
La Zeebo est une console de jeu vidéo produite par Tectoy et Qualcomm, dont les logiciels étaient diffusés exclusivement sous forme dématérialisée, via Internet.
La Zeebo visait les pays dits émergents comme le Brésil ou le Mexique. Le projet a convaincu des sociétés telles qu'Electronic Arts, Activision, Namco, Capcom ou id Software d'investir dans l’espoir d’accéder à une nouvelle clientèle, « le prochain milliard d'utilisateurs » du marché. Lancée en 2009, la console a été retirée de la vente en 2011.

## Caractéristiques techniques

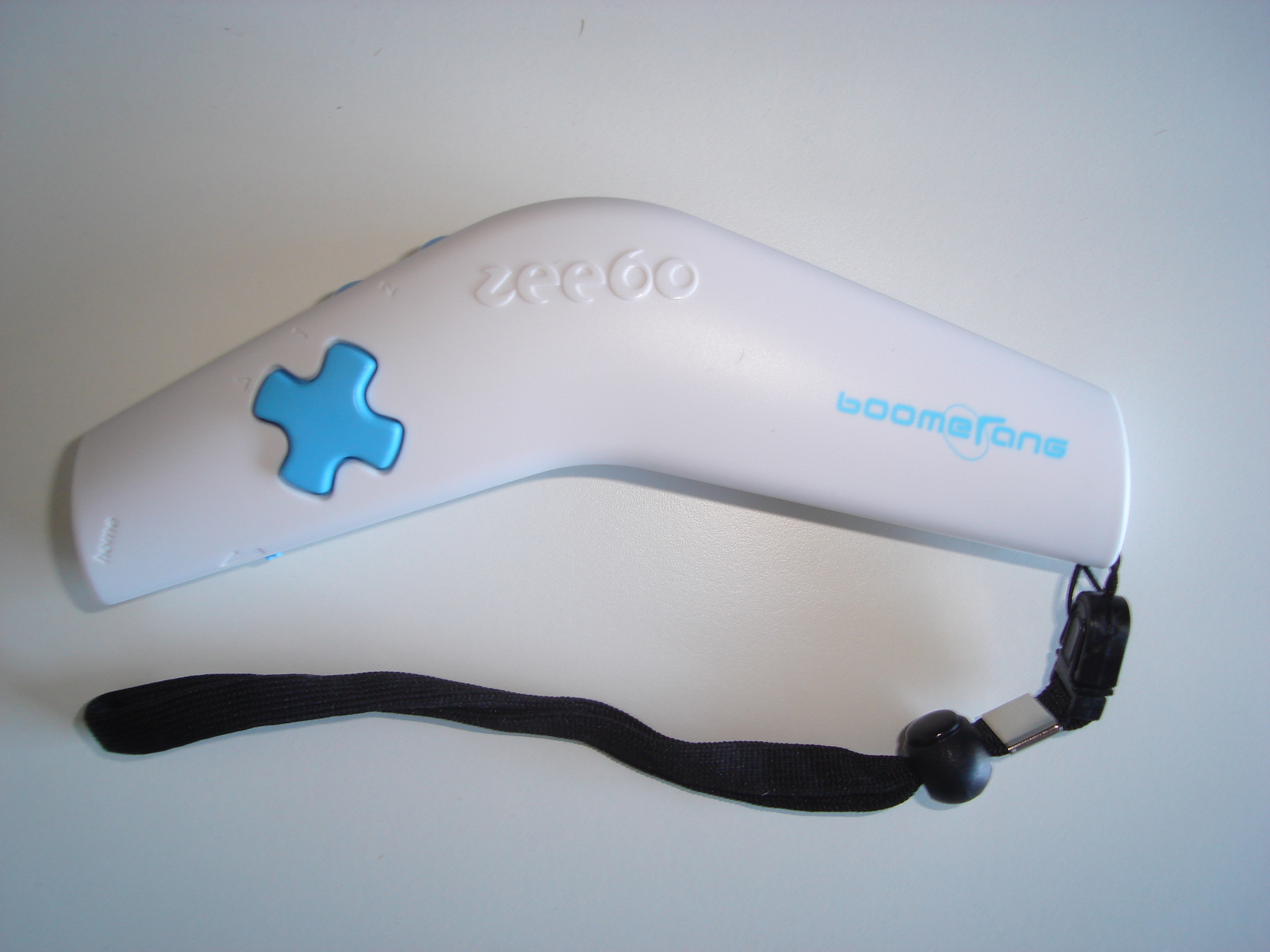
Manette Boomerang Zeebo.

La machine embarque un processeur Qualcomm cadencé à 528 MHz, 128 Mo + 32 Mo de RAM, 1 Go de mémoire flash pour le stockage et une puce graphique VGA (640 × 480), mais des émulateurs existent.